# Braunston
Braunston – wieś w Anglii, w hrabstwie Northamptonshire, w dystrykcie (unitary authority) West Northamptonshire. Leży 23 km na zachód od miasta Northampton i 115 km na północny zachód od Londynu. W 2001 miejscowość liczyła 1675 mieszkańców.